# Râul Valea Cetățuiei
Râul Valea Cetățuiei este un curs de apă, afluent al râului Bahlui. 